# Jamaal Anderson
Jamaal Anderson (Little Rock, 6 febbraio 1986) è un ex giocatore di football americano statunitense che ha militato nel ruolo di defensive end nella National Football League (NFL). Fu scelto nel corso del primo giro (6º assoluto) del Draft NFL 2007 dagli Atlanta Falcons. Al college ha giocato a football all'Università dell'Arkansas.

## Carriera

### Atlanta Falcons
Anderson fu scelto nel corso del primo giro del Draft 2007 dagli Atlanta Falcons. Fu nominato defensive end destro titolare dei Falcons durante il training camp e partì come titolare in 15 partite della stagione regolare. Terminò la sua stagione da rookie con 30 tackle, 1 fumble forzato e 3 passaggi deviati.
Anderson mise a segno il suo primo sack sul quarterback dei Chicago Bears Kyle Orton il 12 ottobre 2008. La sua seconda stagione si concluse con 27 tackle e sack. Fu spostato nel ruolo di defensive dopo alcune gare dall'inizio della stagione 2009 a causa degli infortuni nella linea difensiva dei Falcons e delle sue difficoltà come end.
Il 29 luglio 2011, Anderson fu svincolato da Atlanta.

### Indianapolis Colts
Il 1º agosto 2011, Anderson firmò con gli Indianapolis Colts. In una gara contro i Pittsburgh Steelers del 25 settembre 2011, Anderson recuperò un fumble di Ben Roethlisberger causato da Dwight Freeney e lo ritornò per 47 yard segnando il suo primo touchdown.

### Cincinnati Bengals
Il 23 marzo 2012, Anderson firmò con i Cincinnati Bengals. Nella sua unica stagione nell'Ohio disputò 2 partite, nessuna delle quali come titolare, mettendo a segno tre soli tackle.

### Chicago Bears
IL 25 luglio 2013, Anderson firmò con i Chicago Bears.

## Statistiche
| Tackle     | 132 |
| Sack       | 7,5 |
| Intercetti | 0   |